# Тодор Бушетић
Тодор Бушетић (Рековац, 1864 — Пољна, 1919) био је српски етнограф и учитељ, сарадник Јована Цвијића при проучавању простора Левча. Његове сакупљене песме и мелодије из Левча је обрадио Стеван Мокрањац.

## Биографија
Рођен је 1864. године у Рековцу. Учитељску школу завршава 1883. године, и постаје учитељ у селу Лоћика, да би убрзо био премештен у село Пољна, где остаје до своје смрти.
Постаје школски надзорник Среза Крагујевачког. Награђен је орденом Светог Саве 5. реда 1901. године.
Буштотић крајем 19. века почиње са проучавањем Левча, и његови радови су објављени у Српском етнографском зборнику, у издању тадашње Српске краљевске академија (данашња САНУ).
Његово дело "Српске народне песме и игре с мелодијама из Левча" (1902), је музички приредио Стеван Мокрањац.
Његово најзначајније етнографско дело је "Левач" (1903) објављено у Српском етнографском зборнику, чији је уредник тада био Јован Цвијић. У њему је Бушотић објавио податке о географији, локалној култури, обичајима, сеоској архитектури и о пореклу становништва.

## Значајна дела
- Српске народне песме и игре с мелодијама из Левча (1902)[3]
- Левач (1903)[4]
- Народна медицина Срба сељака у Левчу (1911)[6]
- Технички радови Срба сељака у Левчу и Темнићу (1925)[7]